# Zaksikkelmotten
De zaksikkelmotten (Lypusidae), ook wel schijn-zakdragers genoemd, zijn een familie van vlinders in de superfamilie Gelechioidea. Voorheen omvatte de familie slechts het geslacht Lypusa. Volgens recentere inzichten moeten ook enkele geslachten die voorheen in de aparte familie Amphibastidae waren ondergebracht, in dezelfde familie worden geplaatst.

## Geslachten
(Indicatie van aantallen soorten per geslacht tussen haakjes)
- Amphisbatis  (1)
- Lypusa  (3)
- Paratemelia  (2)